# 櫻田宗久
櫻田 宗久（さくらだ むねひさ、1976年7月22日 - ）は、日本の写真家、元ファッションモデル・俳優・歌手。千葉県木更津市出身。

## 来歴
1993年、テレビ東京系列『浅草橋ヤング洋品店』で素人モデルに選ばれ、雑誌 『ポパイ』 にてモデルデビュー。男性向けのファッション雑誌『チェックメイト』や『メンズノンノ』のほか、テレビ番組・映画などに幅広く活躍。1997年に歌手デビュー。筒美京平作曲による“アイドル歌謡”風のポップな楽曲を歌い注目された。accessのミュージック・ビデオにも出演している。
当時は甘いルックスのナルシスト的なキャラクターとして売り出していたが、芸能活動休業後の2001年『オリコンウィーク』、内田春菊責任編集 『内田金玉』 掲載のコラム等でゲイである事をカミングアウトした。また吉川ひなのと音楽ユニット 『☆Spica☆』 を結成。
その後は写真家としての活動を中心とし、個展を開催している。
2011年11月から新宿2丁目でシャンソン歌手のソワレと「アート&ミュージックバー星男」を共同経営している。

## 出演

### テレビ番組
- 浅草橋ヤング洋品店（1993年、テレビ東京系）
- ポンキッキーズ （1998年 - 1999年、フジテレビ系）
- ジェリー イン ザ メリィゴーラウンド （1998年、テレビ東京系）
- OH!エルくらぶ　（テレビ朝日系）

### 映画
- フレンチドレッシング （1998年）- 岸田真弓 役
- 白痴 （1999年）- 末吉 役
- ブリスター! （2000年）- キム 役
- ダンボールハウスガール （2001年）
- 実験映画 （2001年）

## CD

### シングル
- 愛の奴隷 （1997年）
- 恋の呪文はヤムヤムヤム （1997年）
- 純情ハートブレイク （1998年）

### アルバム
- ムネトピア （1998年）

☆Spica☆名義
- One （2001年）
- We Love Spica （2001年）

## ビデオ／DVD
- ムネトピア （1997年）
- 続ムネトピア （1997年）
- ムネトピア〜純情編〜 （1998年）
- ムネトピア （2003年） ※ビデオ3作の再収録DVD

## 書籍
- ひとりの宇宙--新宿二丁目「星男」とクィアな私の物語 （2023年）